# Charly-Oradour
Pour les articles homonymes, voir Charly et Oradour.
Charly-Oradour est une commune française située dans le département de la Moselle, en région Grand Est.

## Géographie

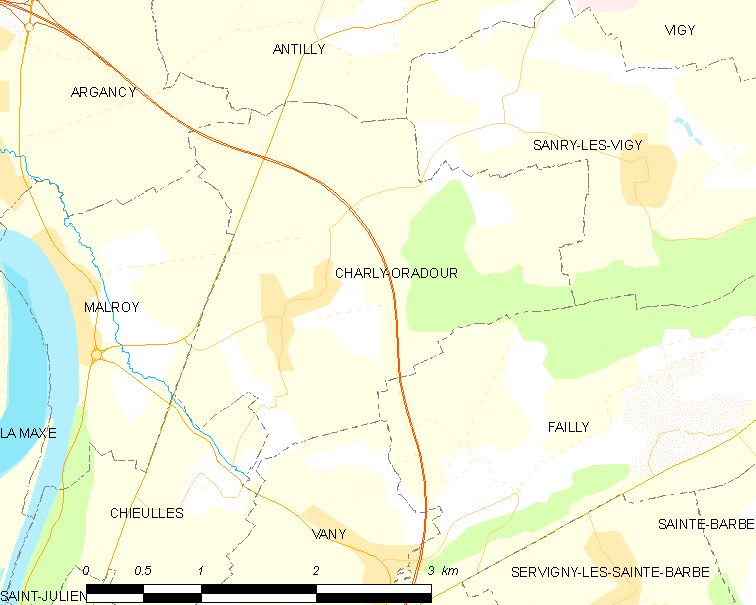
Carte de la commune.

| Argancy   | Antilly        | Sanry-lès-Vigy |
| Malroy    | Charly-Oradour |                |
| Chieulles | Vany           | Failly         |

### Hydrographie
La commune est située dans le bassin versant du Rhin au sein du bassin Rhin-Meuse. Elle est drainée par le ruisseau d'Argancy et le ruisseau de Malroy.

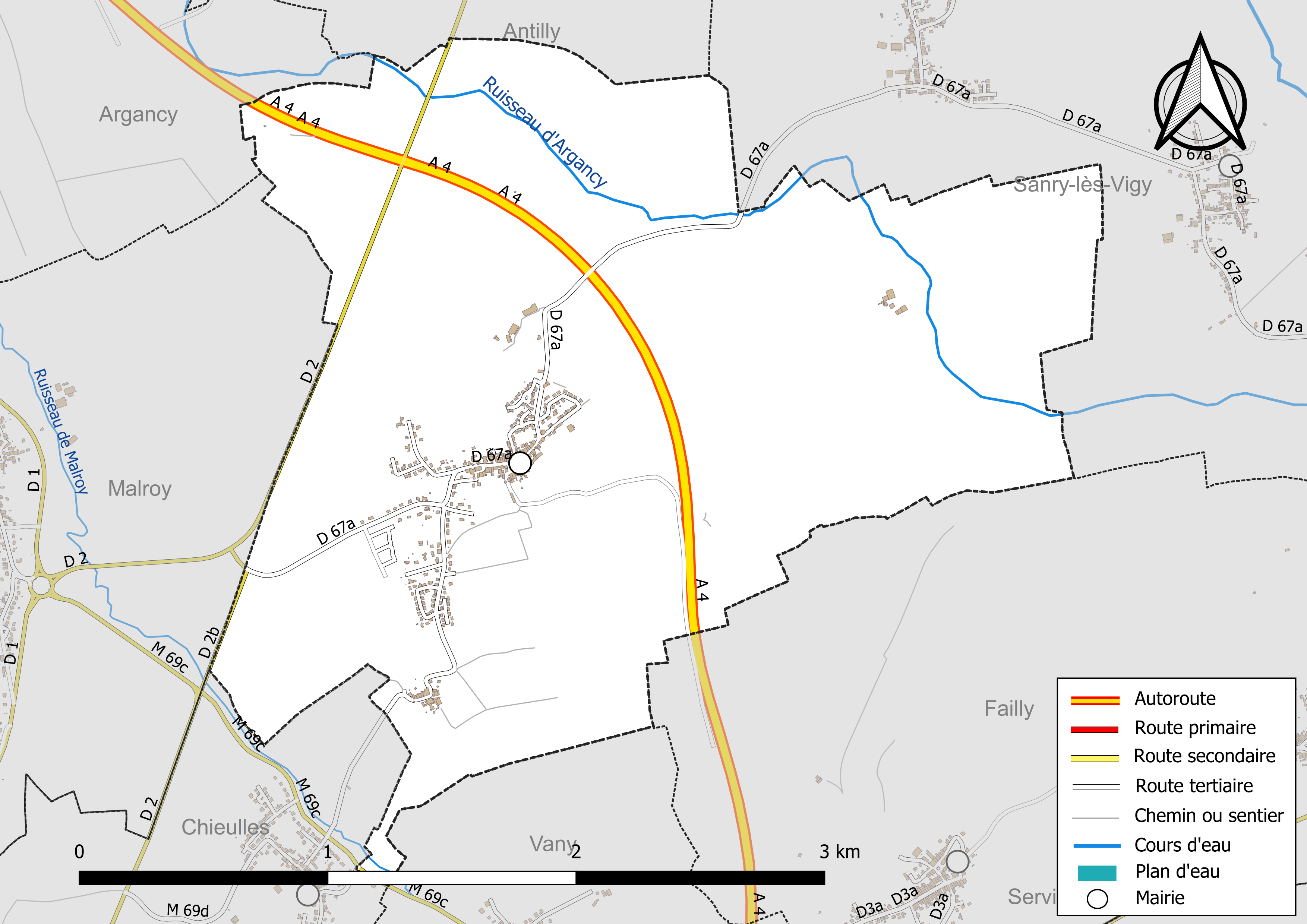
Réseaux hydrographique et routier de Charly-Oradour.

### Climat
Pour des articles plus généraux, voir Climat du Grand Est et Climat de la Moselle.
En 2010, le climat de la commune est de type climat des marges montargnardes, selon une étude du Centre national de la recherche scientifique s'appuyant sur une série de données couvrant la période 1971-2000. En 2020, Météo-France publie une typologie des climats de la France métropolitaine dans laquelle la commune est exposée à un climat semi-continental et est dans la région climatique  Lorraine, plateau de Langres, Morvan, caractérisée par un hiver rude (1,5 °C), des vents modérés et des brouillards fréquents en automne et hiver. 
Pour la période 1971-2000, la température annuelle moyenne est de 9,8 °C, avec une amplitude thermique annuelle de 16,8 °C. Le cumul annuel moyen de précipitations est de 770 mm, avec 11,9 jours de précipitations en janvier et 9,4 jours en juillet. Pour la période 1991-2020, la température moyenne annuelle observée sur la station météorologique de Météo-France la plus proche, « Malancourt », sur la commune d'Amnéville à 12 km à vol d'oiseau, est de 10,2 °C et le cumul annuel moyen de précipitations est de 884,1 mm. 
La température maximale relevée sur cette station est de 39,3 °C, atteinte le 25 juillet 2019 ; la température minimale est de −17,9 °C, atteinte le 5 janvier 1985,,. 
Les paramètres climatiques de la commune ont été estimés pour le milieu du siècle (2041-2070) selon différents scénarios d'émission de gaz à effet de serre à partir des nouvelles projections climatiques de référence DRIAS-2020. Ils sont consultables sur un site dédié publié par Météo-France en novembre 2022.

## Urbanisme

### Typologie
Au 1er janvier 2024, Charly-Oradour est catégorisée commune rurale à habitat dispersé, selon la nouvelle grille communale de densité à sept niveaux définie par l'Insee en 2022.
Elle est située hors unité urbaine. Par ailleurs la commune fait partie de l'aire d'attraction de Metz, dont elle est une commune de la couronne,. Cette aire, qui regroupe 245 communes, est catégorisée dans les aires de 200 000 à moins de 700 000 habitants,.

### Occupation des sols
L'occupation des sols de la commune, telle qu'elle ressort de la base de données européenne d’occupation biophysique des sols Corine Land Cover (CLC), est marquée par l'importance des territoires agricoles (81,7 % en 2018), en diminution par rapport à 1990 (82,6 %). La répartition détaillée en 2018 est la suivante : 
terres arables (71,4 %), forêts (13,6 %), prairies (7,6 %), zones urbanisées (4,7 %), zones agricoles hétérogènes (2,6 %). L'évolution de l’occupation des sols de la commune et de ses infrastructures peut être observée sur les différentes représentations cartographiques du territoire : la carte de Cassini (XVIIIe siècle), la carte d'état-major (1820-1866) et les cartes ou photos aériennes de l'IGN pour la période actuelle (1950 à aujourd'hui).

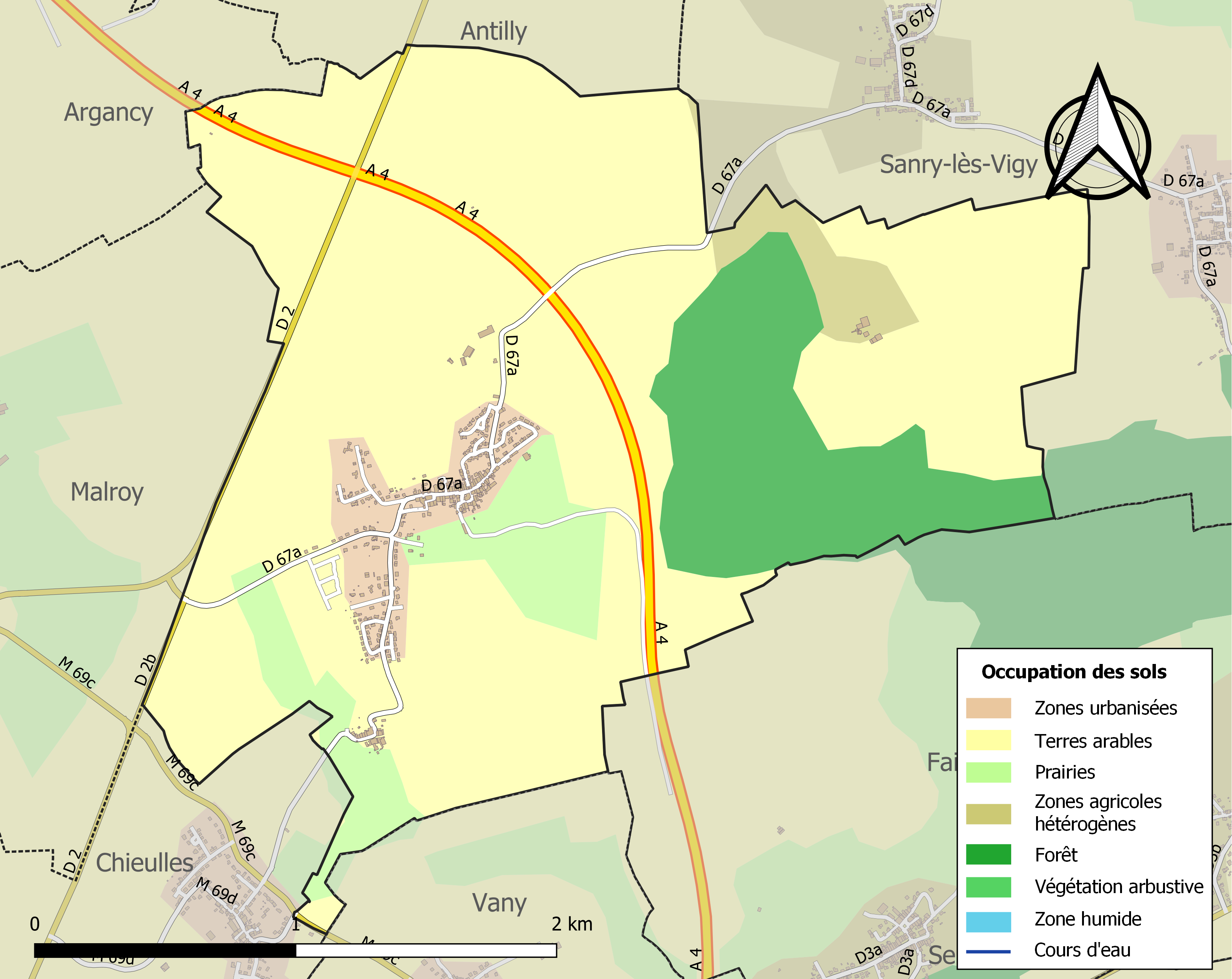
Carte des infrastructures et de l'occupation des sols de la commune en 2018 (CLC).

## Toponymie
L'origine du nom du village viendrait du nom de l'homme gaulois Carilius. Les premières mentions du village apparaissent en 1495 sous le nom Chairley. Vers 1544 Chairley devint Charley et vers 1607 Charly. Le nom d’Oradour vient du mot occitan Orador, évolution du latin oratorium « oratoire ».
Depuis 1950, la commune porte le nom de Charly-Oradour en hommage aux habitants de la commune victimes du massacre d'Oradour-sur-Glane. L'un des survivants du massacre, Roger Godfrin, était originaire de Charly.

## Histoire
Située sur le Haut-Chemin en Pays messin, la commune appartient à la principauté épiscopale de Metz.
Rupigny, ancienne commune de la Moselle est rattachée à Charly en 1810.
Durant l'époque allemande de 1871 à 1915, la commune garda son nom français de Charly. Il ne fut germanisé qu'en 1915 en Karlen et ce fut de nouveau le cas de 1940 à 1944.
Trente-neuf habitants expulsés dans le Limousin périrent lors du massacre d'Oradour-sur-Glane, le 10 juin 1944. En souvenir de ce massacre et en mémoire des victimes, le conseil municipal obtint l'ajout d'Oradour au nom de Charly en août 1950.

## Politique et administration
| Période                                  | Période  | Identité          | Étiquette | Qualité |
| ---------------------------------------- | -------- | ----------------- | --------- | ------- |
| Les données manquantes sont à compléter. |          |                   |           |         |
|                                          |          | Charles Lallement |           |         |
| mars 1977                                | 1997     | René Genois       |           |         |
| mars 2001                                | 2003     | Roger During      |           |         |
| mars 2001                                | 2014     | Patric Behr       |           |         |
| avril 2014                               | En cours | René Huberty      |           |         |

## Démographie
L'évolution du nombre d'habitants est connue à travers les recensements de la population effectués dans la commune depuis 1793. Pour les communes de moins de 10 000 habitants, une enquête de recensement portant sur toute la population est réalisée tous les cinq ans, les populations de référence des années intermédiaires étant quant à elles estimées par interpolation ou extrapolation. Pour la commune, le premier recensement exhaustif entrant dans le cadre du nouveau dispositif a été réalisé en 2008.

En 2022, la commune comptait 793 habitants, en évolution de +16,62 % par rapport à 2016 (Moselle : +0,52 %, France hors Mayotte : +2,11 %).
| 1793 | 1800 | 1806 | 1821 | 1836 | 1841 | 1861 | 1866 | 1871 |
| ---- | ---- | ---- | ---- | ---- | ---- | ---- | ---- | ---- |
| 312  | 299  | 334  | 386  | 366  | 377  | 315  | 335  | 287  |

| 1875 | 1880 | 1885 | 1890 | 1895 | 1900 | 1905 | 1910 | 1921 |
| ---- | ---- | ---- | ---- | ---- | ---- | ---- | ---- | ---- |
| 291  | 289  | 285  | 280  | 255  | 247  | 233  | 220  | 222  |

| 1926 | 1931 | 1936 | 1946 | 1954 | 1962 | 1968 | 1975 | 1982 |
| ---- | ---- | ---- | ---- | ---- | ---- | ---- | ---- | ---- |
| 205  | 184  | 184  | 219  | 201  | 226  | 196  | 248  | 259  |

| 1990 | 1999 | 2006 | 2008 | 2013 | 2018 | 2022 | - | - |
| ---- | ---- | ---- | ---- | ---- | ---- | ---- | - | - |
| 385  | 621  | 632  | 636  | 678  | 679  | 793  | - | - |

## Culture locale et patrimoine

### Lieux et monuments

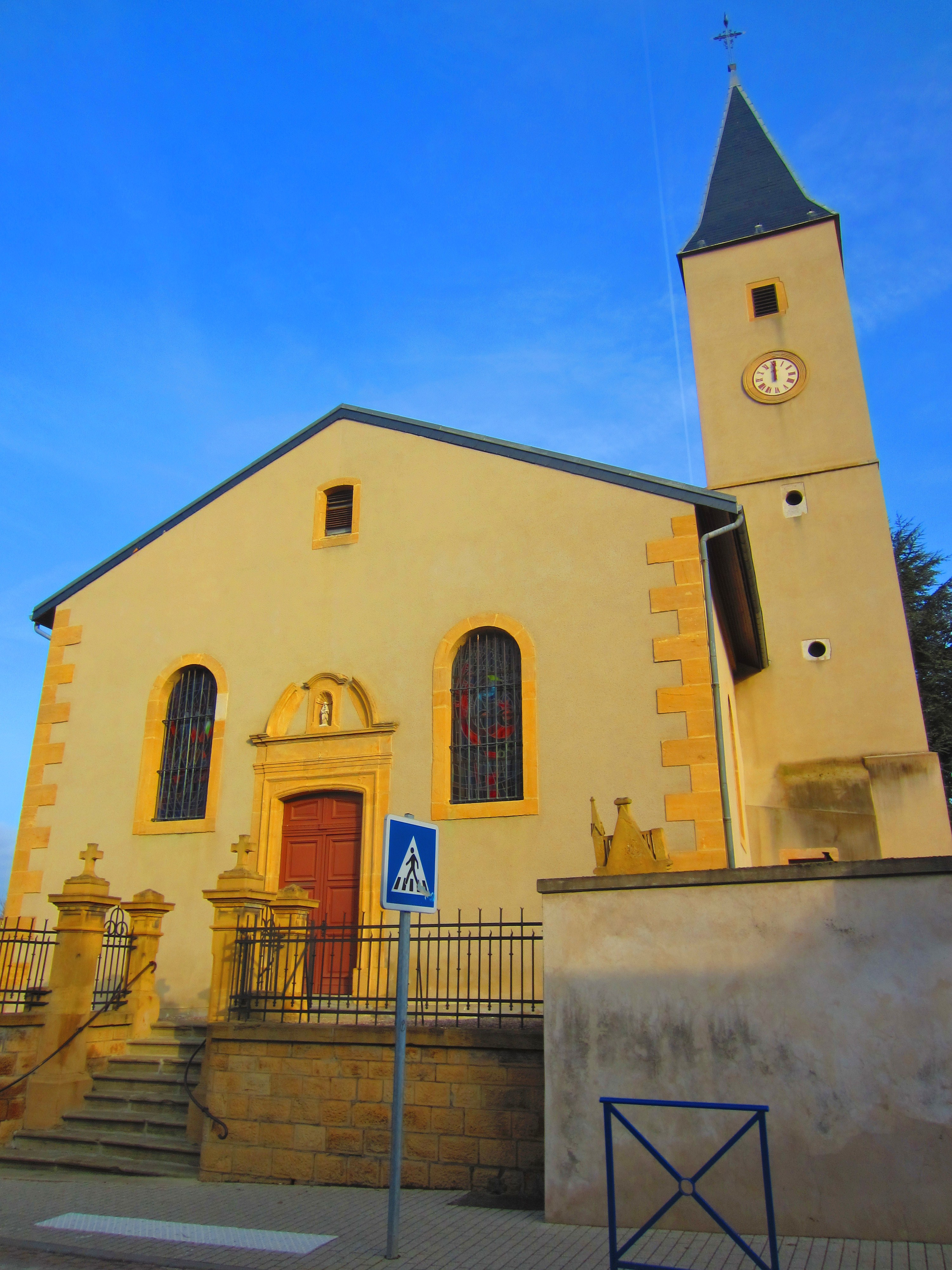
Église Notre-Dame-de-la-Nativité.

- maison seigneuriale de Rupigny, date de 1635[18] ; deux pigeonniers ;
- ancien château du baron de Tschudi puis du baron de Tricornot (également propriétaires de Colombey) ;
- calvaire de la peste dressé contre le presbytère, 1708 ;
- croix érigée en 1757, restaurée par la congrégation de la Providence et Saint-Jean-de-Bassel, en mémoire du grand jubilé de la rédemption, 1934-1934 ;
- croix datée de 1804 ;
- monument en pierre de taille à la mémoire des habitants expulsés de Charly, massacrés à Oradour-sur-Glane, dont la colonne centrale s’élève à quatorze mètres ; au pied du Christ se trouve une urne funéraire avec les cendres des martyrs qui porte la date du 10 juin 1944 ; les pierres tombales disposées en demi-cercle autour portent le nom et l’âge de chaque victime.
- Église Notre-Dame-de-la-Nativité construite en 1757, clocher roman du XIIe siècle, statues des XVe, XVIe et XVIIIe siècles.

### Personnalités liées à la commune
- François Antoine Comte (1846-1911), commandant, chevalier de la Légion d’honneur (1891), né à Charly et Rupigny[19].
- Jean Pierre Finot (1853-1935), militaire, médaille du Tonkin, médaille coloniale, officier de l’ordre du Nichan Iftikhar (1889), chevalier de l’ordre impérial du dragon de l’Annam (1888), officier de la Légion d’honneur (1904), né à Charly[20].

### Héraldique
| Armes | Les armes de Charly-Oradour se blasonnent ainsi : Fascé d'or et d'azur de huit pièces, à la croix de Lorraine de sable naissant de flammes de gueules mouvant de la pointe brochant sur le tout. Les bandes d'or et d'azur sont les armes du Haut-Chemin, partie du Pays messin à laquelle appartenait Charly. La croix de Lorraine de sable sortant des flammes rappelle le massacre d’Oradour. |

## Pour approfondir